# Institut historique et géographique brésilien
L’Institut historique et géographique brésilien (en portugais Instituto Histórico e Geográfico Brasileiro, IHGB) est la plus ancienne et traditionnelle entité d'appui à la recherche et de préservation de l'histoire et de la géographie, de la culture et de la science sociale du Brésil.
Sa création le 21 octobre 1838, en même temps que  les Archives nationales (Archive publique de l'Empire), ajoutée à l'Académie impériale des Beaux Arts faisait partie des efforts des conservateurs (Régence de Pedro de Araújo Lima), en vue de la construction d'un État impérial fort et centralisé.

## Histoire

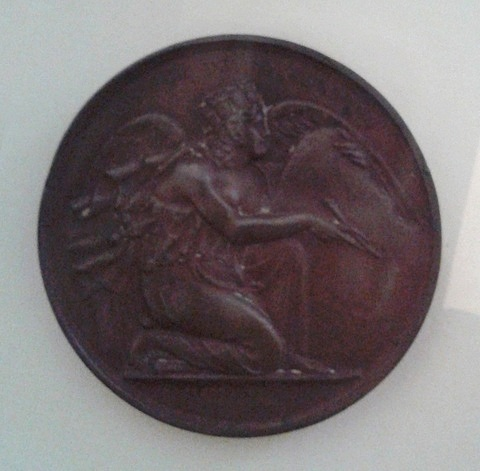
Médaille commémorative de la fondation de l'Institut.

À la suite d'une proposition du chanoine Januário da Cunha Barbosa et du maréchal Raimundo José da Cunha Matos, l'Institut  fut fondé en 1838 par une assemblée composée de 27 membres fondateurs.
Rapidement, l'Institut reçu le parrainage de l'Empereur qui, en plus d'être son protecteur officiel, en fut un membre actif présidant une centaine de sessions.
Selon l'habitude  de l'époque, l'Institut organisa en 1840 un concours destiné à récompenser la meilleure présentation d'une région du Brésil. La récompense fut gagnée par Carl von Martius, naturaliste né en Bavière qui entre 1817 et 1820 avait parcouru notamment les provinces de Bahia, Minas Gerais, Goiás et l'Amazonie. Le texte présenté s'intitulait : Comment écrire l'histoire du Brésil tout en mentionnant  la contribution portugaise et spécialement du régime impérial, il citait l'importance de la fusion des races blanche, noire et indigène.
Cependant, la première Histoire du Brésil ne fut pas écrite par Martius, mais par Francisco Adolfo de Varnhagen, diplomate et premier secrétaire de l'Institut. Pour publier son Histoire Générale du Brésil (1854-1857), il utilisa une grande quantité de documents inédits au Brésil, dont une bonne partie copiée d'archives européennes.
Le 15 décembre 1849, les installations de l'Institut furent transférées dans les dépendances du palais impérial.
Au cours du temps, les plus grandes figures de l'histoire et de la géographie furent membres de l'Institut, qui représente pour les sciences sociales ce que l'Académie  représente pour la langue du pays. Le découvreur de l'Homme de Lagoa Santa, par exemple, le naturaliste danois Peter Wilhelm Lund (1801-1880), en fut membre.

## Objectifs initiaux

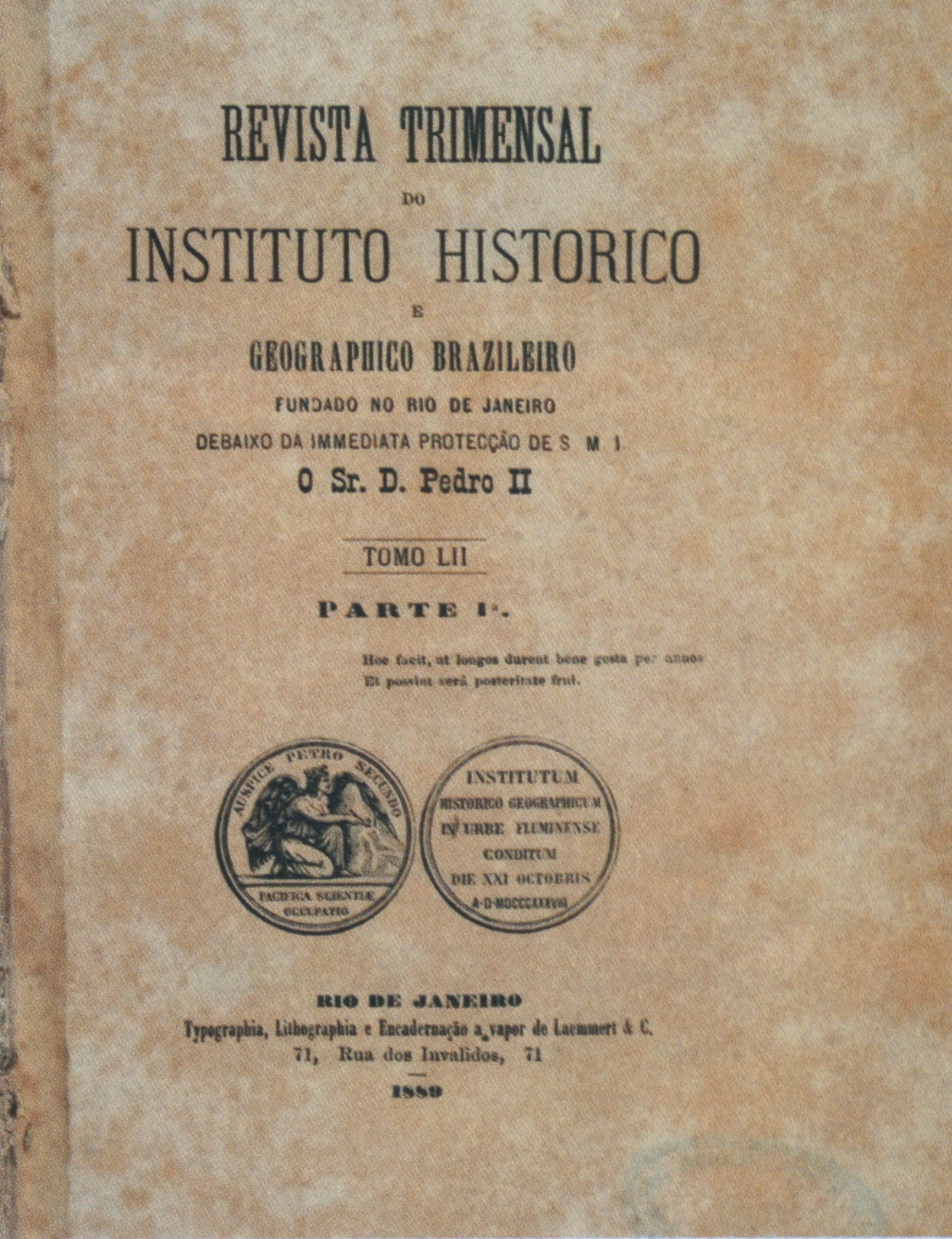
Revue de l'Institut (tome LII, 1889).

L'histoire du Brésil, qui devait être écrite par les membres de l'Institut, devait défendre  les valeurs liées à l'unité nationale et à la centralisation politique, présentant la jeune nation brésilienne comme héritière et continuatrice de l'action civilisatrice portugaise.  La nation dont l'Institut allait reconstruire le passé devait surgir comme une civilisation blanche et européenne sous les tropiques.
Actuellement, en plus de publier la Revue de l'Institut, qui réunit des articles de ses membres, l'institution a un rôle important dans la conservation de la mémoire culturelle du pays.

## Personnalités liées
- Marie Rennotte (1852-1942) médecin, pédagogue et militante pour les droits des femmes.